# Cục An ninh điều tra (Việt Nam)
Cục An ninh điều tra (Cục A09) là một đơn vị trực thuộc Bộ Công an. Cơ quan này điều tra các tội phạm xâm phạm an ninh quốc gia và các tội phạm khác.

## Lịch sử
Ngày 31 tháng 12 năm 1951, thành lập Phòng Chấp pháp, thuộc Ty Bảo vệ chính trị - Nha Công an Trung ương.
Ngày 16 tháng 2 năm 1953, Phòng Chấp pháp thuộc Ty Bảo vệ chính trị được tách ra thành Vụ Chấp pháp thuộc Bộ Công an. Sau đó, Vụ Chấp pháp đổi tên Vụ Chấp pháp và Lao cải.
...
Trước 6 tháng 8 năm 2018, Cục An ninh điều tra trực thuộc Tổng cục An ninh (Việt Nam).

## Lãnh đạo hiện nay

#### Cục trưởng
- Hoàng Văn Hà[4]

#### Phó Cục trưởng
- Trần Văn Hùng
- Bùi Xuân Phong
- [5]
- Thượng tá Trần Văn Hùng
- Nguyễn Minh Ngọc
- Phan Thành Bá
- Nguyễn Tuấn Hưng

## Tổ chức
- Phòng Tham mưu
- Phòng Chính trị - Hậu cần
- Phòng Điều tra tổng hợp (Thành phố Hồ Chí Minh)
- Phòng Điều tra tội phạm xâm phạm an ninh quốc gia (Phòng 4)
- Phòng Điều tra các tội phạm khác (Phòng 5)
- Trại tạm giam B34 ở huyện Củ Chi, thành phố Hồ Chí Minh
- Trại tạm giam B14 ở xã Thanh Liệt, huyện Thanh Trì, thành phố Hà Nội[6][7]

## Lãnh đạo qua các thời kỳ

### Cục trưởng
- Thiếu tướng Trần Trung Dũng[8]
- Trung tướng Lý Anh Dũng
- Đại tá Vũ Hoài Bắc, nguyên Giám đốc Công an tỉnh Trà Vinh, hiện là Trưởng ban Tôn giáo Chính phủ[9]
- Thiếu tướng Trần Thanh, Phó Cục trưởng phụ trách Cục
- Trung tướng. Tiến sĩ Hoàng Văn Hà (từ năm 2022 - nay)

### Phó Cục trưởng
- Đại tá Nguyễn Xuân Mừng[10][11]
- Đại tá Đỗ Thái Sơn
- Thiếu tướng Trần Văn Thiệp
- Thiếu tướng Trần Thanh
- Đại tá Nguyễn Chiến Thắng
- Đại tá Nguyễn Cao Quang
- Đại tá Nguyễn Minh Ngọc, nguyên Giám đốc Công an tỉnh Sóc Trăng
- Đại tá Phạm Thanh Dân
- Đại tá Nguyễn Tuấn Hưng, nguyên Phó Giám đốc Công an tỉnh Lai Châu.